# 2019年アメリカグランプリ
2019年アメリカグランプリ（2019 United States Grand Prix）は、2019年のF1世界選手権第19戦として、2019年11月3日にサーキット・オブ・ジ・アメリカズで開催された。
正式名称は「Formula 1 Emirates United States Grand Prix 2019」。

## 背景
タイヤ
本レースでピレリが用意するドライタイヤのコンパウンドは、ハード（白）：C2、ミディアム（黄）：C3、ソフト（赤）：C4の組み合わせ。
ルイス・ハミルトンのドライバーズチャンピオン獲得の条件
チャンピオンを獲得できるのはランキング首位のルイス・ハミルトンと2位でチームメイトのバルテリ・ボッタスの2人だけとなっているが、ハミルトンはボッタスに74ポイントの差を付けており、ハミルトンが4ポイントを獲得（8位以上、ファステストラップを獲得した場合9位以上でフィニッシュ）するかボッタスが優勝を逃せば、ハミルトンの3年連続6度目のチャンピオンが決定する。
バルテリ・ボッタスのドライバーズ2位確定の条件
ランキング2位のバルテリ・ボッタスは、ランキング3位のシャルル・ルクレールに対し60ポイントの差を付けており、本レースを優勝(ファステストラップを獲得した場合2位以上)でフィニッシュすれば無条件で自身初となるランキング2位が確定する。
フェラーリ勢のコンストラクターズ2位確定の条件
ランキング2位のフェラーリ勢は、ランキング3位のレッドブル・ホンダに対し125ポイントの差を付けており、本レースでフェラーリ勢のどちらかが優勝かつファステストラップを達成すれば無条件でフェラーリ勢の3年連続となるコンストラクターズ2位が確定する。また、優勝かつファステストラップを達成しなくても89ポイント差に広げれば2位確定となる。
節目となるレース
ホンダは2015年のF1復帰以来、通算100戦目を迎える。また、マックス・フェルスタッペン、カルロス・サインツJr.、ケビン・マグヌッセンの3人もF1通算100戦目を迎える。
その他
- 2021年から施行されるF1レギュレーションが、10月31日に行われたFIA世界モータースポーツ評議会（WMSC）で承認された[9]。
- ダニエル・リカルドは、地元テキサス大学オースティン校のアメリカンフットボールチーム「テキサス・ロングホーンズ フットボール（英語版）」を意識した特別デザインのヘルメットを使用する。F1通算100戦目のサインツも黒とオレンジを基調とする特別デザインのヘルメットを使用する[7]。
- ウィリアムズは、日本のゲームソフト会社「ポノス」と2020年までのスポンサー契約を締結した[10]。

## エントリー
レギュラーシートは前戦メキシコGPから変更なし。ウィリアムズは前戦に引き続き、ニコラス・ラティフィを金曜午前のFP1に出走させる。なお、本レースはジョージ・ラッセルに代わって出走する。

## フリー走行
FP1（金曜午前）
快晴のドライコンディションであったが、気温9度、路面温度14度と、かなり寒い中で行われた。ピレリからレース期間中に使用されるタイヤとは別に2020年仕様のテストタイヤが各チームに供給され、多くのチームが積極的に使用した。特にメルセデス勢はFP1のほとんどを2020年仕様タイヤのデータ収集に費した。バンピーな路面に各ドライバーとも苦戦し、ルイス・ハミルトンは「FP1の後は、気分があまりよくなかった。これほどバンピーな路面を走ったのは初めてだ。頭痛がして、横にならなければならなかった。シートにクッションを敷きたいぐらいだね。」とSky Sportsに語っている。ジョージ・ラッセルに代わってFP1を走行するニコラス・ラティフィがギアボックスのトラブルでスローダウンし、ターン9でストップした。ラティフィは再びコースに戻ったが、すぐにピットへ戻っていった。メルセデス勢がテストタイヤで黙々と周回を重ねる中、レッドブル勢やフェラーリ勢がソフトタイヤを投入してアタックに向かい、マックス・フェルスタッペンが1分34秒057のトップタイムを記録した。ハミルトンもセッション終盤にソフトタイヤで走行したが、ターン19のトラックリミット違反により4番手相当のベストタイムが抹消されて8番手にとどまった。なお、FP1でターン19のトラックリミット違反によるタイム抹消はハミルトンを含め11回にのぼった。一方でレッドブルは、フェラーリ勢の燃料流量システムの不正行為に関して、FIAに問い合わせを行った。
FP2（金曜午後）
気温は上昇し15度、路面温度24度で行われた。このセッションもピレリの2020年仕様タイヤの使用が許可された。セッション序盤にソフトタイヤを使用するドライバーはなかった。ロマン・グロージャンがセクター1の複合S字コーナーでバランスを崩してクラッシュし、マシンのフロント部を大破させてしまい赤旗中断となった。再開後にハミルトンとセバスチャン・ベッテルはハードタイヤを履き、ミディアムタイヤを履くチームメイトの走行データと比較を行う一方、ハードタイヤを1セットしか持ち込んでいないレッドブル勢はフリー走行で試すことができず、ミディアムタイヤを履いたマックス・フェルスタッペンが大きな性能劣化（デグラデーション）が生じていると訴えるなど、決勝に不安を残した。残り50分になってようやく各ドライバーともソフトタイヤを履いてコースインし、ハミルトンが1分33秒232のトップタイムを出し、0秒3の差を付けてシャルル・ルクレール、フェルスタッペンと続いたが、フェルスタッペンは「ルイスはバックストレートでトウを得ていたから、あのラップタイムは正確なペースを示したものじゃない。見た目以上にギャップは小さいと思うよ」と述べ、トップ3チームの実質的な差は拮抗した展開であった。トップ3チーム以外で好調だったのはピエール・ガスリーとマクラーレン勢で、中団グループの上位を占めた。その後各車がロングランのプログラムに移行する中、ベッテルやダニール・クビアトがスピンを喫した。このセッションでレーシング・ポイントのセルジオ・ペレスが車重計測のための呼び出しサインを見逃し、ピットレーンをそのまま進んでしまう。チームからガレージに戻るように指示を受けてガレージ前で停止し、そこでチームはタイヤ交換の練習をしてしまった。ペレスはその後車重計測に戻ったが時すでに遅く、「ドライバーが車重チェックを見逃してしまった時、マシンに作業を加えてしまった場合は、ピットレーンスタートのペナルティを受けることになる」という規定に抵触したため、決勝はピットレーンスタートを強いられることになった。また、FP2でターン19のトラックリミット違反によるタイム抹消は6回にのぼった。
FP3（土曜午前）
気温18度、路面温度25度と前日より高いコンディションでスタートした。開始15分、FP2でクラッシュしたグロージャンが最初にタイムを記録した中、ルクレールのパワーユニット(PU)にトラブルが発生してストップし、バーチャルセーフティカー(VSC)が導入された。VSC解除後に多くのドライバーがソフトタイヤでアタックを開始し、バルテリ・ボッタス、ベッテル、フェルスタッペンがトップタイムを更新していき、最終的にフェルスタッペンが1分33秒305のトップタイムを記録した。マクラーレン勢がソフトタイヤで驚きのパフォーマンスを見せ、ランド・ノリスはメルセデス勢を上回る3番手、カルロス・サインツJr.も7番手となった。なお、FP3でターン19のトラックリミット違反によりタイムを抹消されたのはベッテルのみにとどまった。

## 予選
2019年11月2日 16:00 CDT(UTC-5)
気温20度、路面温度27度、晴天のドライコンディションで行われた。
ルイス・ハミルトンのチャンピオンを阻止するには優勝以外にないバルテリ・ボッタスがポールポジションを獲得し、フェラーリ勢の7戦連続ポールポジションを阻止した。セバスチャン・ベッテル、マックス・フェルスタッペン、シャルル・ルクレールまでがボッタスと0.108秒差の僅差で2-4番手に続き、4ポイント以上獲得すればチャンピオンを決められるハミルトンは5番手、アレクサンダー・アルボンはターン19でのトラックリミット違反によりベストタイムが抹消されて6番手に終わった。ルクレールはFP3でPUのオイル漏れに見舞われたが、Q1開始までにPUの交換を終えて予選に臨んだ。なお、交換したPUは中古のスペック2であり、グリッド降格のペナルティは免れた。以下、カルロス・サインツJr.とランド・ノリスのマクラーレン勢が4列目、ダニエル・リカルドとピエール・ガスリーが5列目を分け合った。ダニール・クビアトもアルボン同様、Q2でターン19のトラックリミット違反により11番手相当のベストタイムが取り消されて13番手に終わった。

### 予選結果
| 順位                | No. | ドライバー                   | コンストラクター                   | Q1       | Q2       | Q3       | Grid |
| ------------------- | --- | ---------------------------- | ---------------------------------- | -------- | -------- | -------- | ---- |
| 1                   | 77  | バルテリ・ボッタス           | メルセデス                         | 1:33.750 | 1:33.160 | 1:32.029 | 1    |
| 2                   | 5   | セバスチャン・ベッテル       | フェラーリ                         | 1:33.766 | 1:32.782 | 1:32.041 | 2    |
| 3                   | 33  | マックス・フェルスタッペン   | レッドブル-ホンダ                  | 1:33.549 | 1:33.120 | 1:32.096 | 3    |
| 4                   | 16  | シャルル・ルクレール         | フェラーリ                         | 1:33.988 | 1:32.760 | 1:32.137 | 4    |
| 5                   | 44  | ルイス・ハミルトン           | メルセデス                         | 1:33.454 | 1:33.045 | 1:32.321 | 5    |
| 6                   | 23  | アレクサンダー・アルボン     | レッドブル-ホンダ                  | 1:33.984 | 1:32.898 | 1:32.548 | 6    |
| 7                   | 55  | カルロス・サインツ           | マクラーレン-ルノー                | 1:33.916 | 1:33.422 | 1:32.847 | 7    |
| 8                   | 4   | ランド・ノリス               | マクラーレン-ルノー                | 1:33.353 | 1:33.316 | 1:33.175 | 8    |
| 9                   | 3   | ダニエル・リカルド           | ルノー                             | 1:33.835 | 1:33.608 | 1:33.488 | 9    |
| 10                  | 10  | ピエール・ガスリー           | トロ・ロッソ-ホンダ                | 1:33.556 | 1:33.715 | 1:33.601 | 10   |
| 11                  | 27  | ニコ・ヒュルケンベルグ       | ルノー                             | 1:34.092 | 1:33.815 |          | 11   |
| 12                  | 20  | ケビン・マグヌッセン         | ハース-フェラーリ                  | 1:33.812 | 1:33.979 |          | 12   |
| 13                  | 26  | ダニール・クビアト           | トロ・ロッソ-ホンダ                | 1:34.138 | 1:33.989 |          | 13   |
| 14                  | 18  | ランス・ストロール           | レーシング・ポイント-BWTメルセデス | 1:33.921 | 1:34.100 |          | 14   |
| 15                  | 8   | ロマン・グロージャン         | ハース-フェラーリ                  | 1:34.161 | 1:34.158 |          | 15   |
| 16                  | 99  | アントニオ・ジョヴィナッツィ | アルファロメオ-フェラーリ          | 1:34.226 |          |          | 16   |
| 17                  | 7   | キミ・ライコネン             | アルファロメオ-フェラーリ          | 1:34.369 |          |          | 17   |
| 18                  | 63  | ジョージ・ラッセル           | ウィリアムズ-メルセデス            | 1:35.372 |          |          | 18   |
| 19                  | 11  | セルジオ・ペレス             | レーシング・ポイント-BWTメルセデス | 1:35.808 |          |          | PL 1 |
| 20                  | 88  | ロバート・クビサ             | ウィリアムズ-メルセデス            | 1:35.889 |          |          | 19   |
| 107% time: 1:39.887 |     |                              |                                    |          |          |          |      |
| ソース:             |     |                              |                                    |          |          |          |      |

追記
- ^1 - ペレスはFP2で重量計測に応じなかったため、決勝はピットレーンからスタートする[21][30]

## 決勝
2019年11月3日 13:10 CST(UTC-6)

### 展開
ドライバーズタイトル獲得のためには優勝以外にないバルテリ・ボッタスがポール・トゥ・ウィンで今季4勝目を挙げた。ルイス・ハミルトンが2位となり、ハミルトンの3年連続6回目のチャンピオンが決定した。ハミルトンはチャンピオン回数でファン・マヌエル・ファンジオ（5回）を上回る単独2位となり、歴代1位のミハエル・シューマッハ（7回）の記録に迫った。またボッタスはチャンピオンこそ取れなかったものの、優勝により自身初となるドライバーズランキング2位が確定し、メルセデスは2016年以来となるランキング1-2を確定させた。マックス・フェルスタッペンはレース終盤ハミルトンに迫ったが、ケビン・マグヌッセンがマシンを止めて黄旗が振られたため逆転の機会を逃し3位に終わった。シャルル・ルクレールはミディアムタイヤのペースに苦しんだものの2戦連続のファステストラップを記録して4位、アレクサンダー・アルボンは序盤の接触で最下位まで後退したが5位まで追い上げ、ドライバー・オフ・ザ・デーに選出された。セバスチャン・ベッテルはスタート直後からアンダーステアによりペースが上がらず、サスペンションの故障によりリタイアした。

### レース結果
| 順位    | No. | ドライバー                   | コンストラクター                   | 周回数 | タイム/リタイア原因 | Grid | Pts.  |
| ------- | --- | ---------------------------- | ---------------------------------- | ------ | ------------------- | ---- | ----- |
| 1       | 77  | バルテリ・ボッタス           | メルセデス                         | 56     | 1:33:55.653         | 1    | 25    |
| 2       | 44  | ルイス・ハミルトン           | メルセデス                         | 56     | +4.148              | 5    | 18    |
| 3       | 33  | マックス・フェルスタッペン   | レッドブル-ホンダ                  | 56     | +5.002              | 3    | 15    |
| 4       | 16  | シャルル・ルクレール         | フェラーリ                         | 56     | +52.239             | 4    | 13 FL |
| 5       | 23  | アレクサンダー・アルボン     | レッドブル-ホンダ                  | 56     | +1:18.038           | 6    | 10    |
| 6       | 3   | ダニエル・リカルド           | ルノー                             | 56     | +1:30.366           | 9    | 8     |
| 7       | 4   | ランド・ノリス               | マクラーレン-ルノー                | 56     | +1:30.764           | 8    | 6     |
| 8       | 55  | カルロス・サインツ           | マクラーレン-ルノー                | 55     | +1 Lap              | 7    | 4     |
| 9       | 27  | ニコ・ヒュルケンベルグ       | ルノー                             | 55     | +1 Lap              | 11   | 2     |
| 10      | 11  | セルジオ・ペレス             | レーシング・ポイント-BWTメルセデス | 55     | +1 Lap              | PL   | 1     |
| 11      | 7   | キミ・ライコネン             | アルファロメオ-フェラーリ          | 55     | +1 Lap              | 17   |       |
| 12      | 26  | ダニール・クビアト           | トロ・ロッソ-ホンダ                | 55     | +1 Lap 1            | 13   |       |
| 13      | 18  | ランス・ストロール           | レーシング・ポイント-BWTメルセデス | 55     | +1 Lap              | 14   |       |
| 14      | 99  | アントニオ・ジョヴィナッツィ | アルファロメオ-フェラーリ          | 55     | +1 Lap              | 16   |       |
| 15      | 8   | ロマン・グロージャン         | ハース-フェラーリ                  | 55     | +1 Lap              | 15   |       |
| 16†     | 10  | ピエール・ガスリー           | トロ・ロッソ-ホンダ                | 54     | サスペンション      | 10   |       |
| 17      | 63  | ジョージ・ラッセル           | ウィリアムズ-メルセデス            | 54     | +2 Laps             | 18   |       |
| 18†     | 20  | ケビン・マグヌッセン         | ハース-フェラーリ                  | 52     | ブレーキ            | 12   |       |
| Ret     | 88  | ロバート・クビサ             | ウィリアムズ-メルセデス            | 31     | 油圧システム        | 19   |       |
| Ret     | 5   | セバスチャン・ベッテル       | フェラーリ                         | 7      | サスペンション      | 2    |       |
| ソース: |     |                              |                                    |        |                     |      |       |

ファステストラップ
- シャルル・ルクレール - 1:36.169（44周目）

ラップリーダー
太字は最多ラップリーダー
- バルテリ・ボッタス - 31周 (Lap 1-14, 24-35, 52-56)
- ルイス・ハミルトン - 25周 (Lap 15-23, 36-51)

追記
- ^FL - ファステストラップの1点を含む
- ^1 - クビアトは10位でフィニッシュしたが、最終ラップのターン15でペレスと接触した責任を問われ、レース後に5秒のタイム加算ペナルティとペナルティポイント1点（合計5点）が科されて12位に降格した[36][37]
- † - リタイアだが、90%以上の距離を走行したため規定により完走扱い

## 第19戦終了時点のランキング
|         | 順位 | ドライバー                 | ポイント |
| ------- | ---- | -------------------------- | -------- |
|         | 1    | ルイス・ハミルトン         | 381      |
|         | 2    | バルテリ・ボッタス         | 314      |
|         | 3    | シャルル・ルクレール       | 249      |
| 1       | 4    | マックス・フェルスタッペン | 235      |
| 1       | 5    | セバスチャン・ベッテル     | 230      |
| ソース: |      |                            |          |

|         | 順位 | コンストラクター    | ポイント |
| ------- | ---- | ------------------- | -------- |
|         | 1    | メルセデス          | 695      |
|         | 2    | フェラーリ          | 479      |
|         | 3    | レッドブル-ホンダ   | 366      |
|         | 4    | マクラーレン-ルノー | 121      |
|         | 5    | ルノー              | 83       |
| ソース: |      |                     |          |

- 注：ドライバー、コンストラクター共にトップ5のみ表示。